# Villingili (Addu)
Wilingili, zwana także Villingili – wyspa na Malediwach. Należy do atolu Addu (Seenu), najbardziej wysuniętego na południe atolu Malediwów, położonego nieco na południe od równika. Znajduje się na niej najwyższe wzniesienie na Malediwach, położone 5,1 m nad poziomem morza. 
W 2005 roku Maumun ̓Abdul Gajum, prezydent Malediwów, podpisał kontrakt z grupą hotelową Shangri-La Hotels and Resorts na budowę pierwszego luksusowego ośrodka wypoczynkowego na atolu Addu. Otwarcie odbyło się w lipcu 2009 roku. 